# Fannia postica
Fannia postica är en tvåvingeart som först beskrevs av Stein 1895.  Fannia postica ingår i släktet Fannia och familjen takdansflugor. Arten är reproducerande i Sverige. Inga underarter finns listade i Catalogue of Life.